# Monsummano Terme
Monsummano Terme ist eine italienische Gemeinde mit 20.827 Einwohnern (Stand 31. Dezember 2023) in der Provinz Pistoia der Region Toskana.
Die Nachbargemeinden sind Larciano, Pieve a Nievole, Ponte Buggianese und Serravalle Pistoiese.

## Sehenswürdigkeiten
- Villa Medici von Montevettolini
- Museo di Arte Contemporanea e del Novecento (deutsch: Museum der zeitgenössischen Kunst und des 20. Jahrhunderts) in der Villa Renatico Martini
- Museo Nazionale di Casa Giusti, Geburtshaus des Dichters Giuseppe Giusti

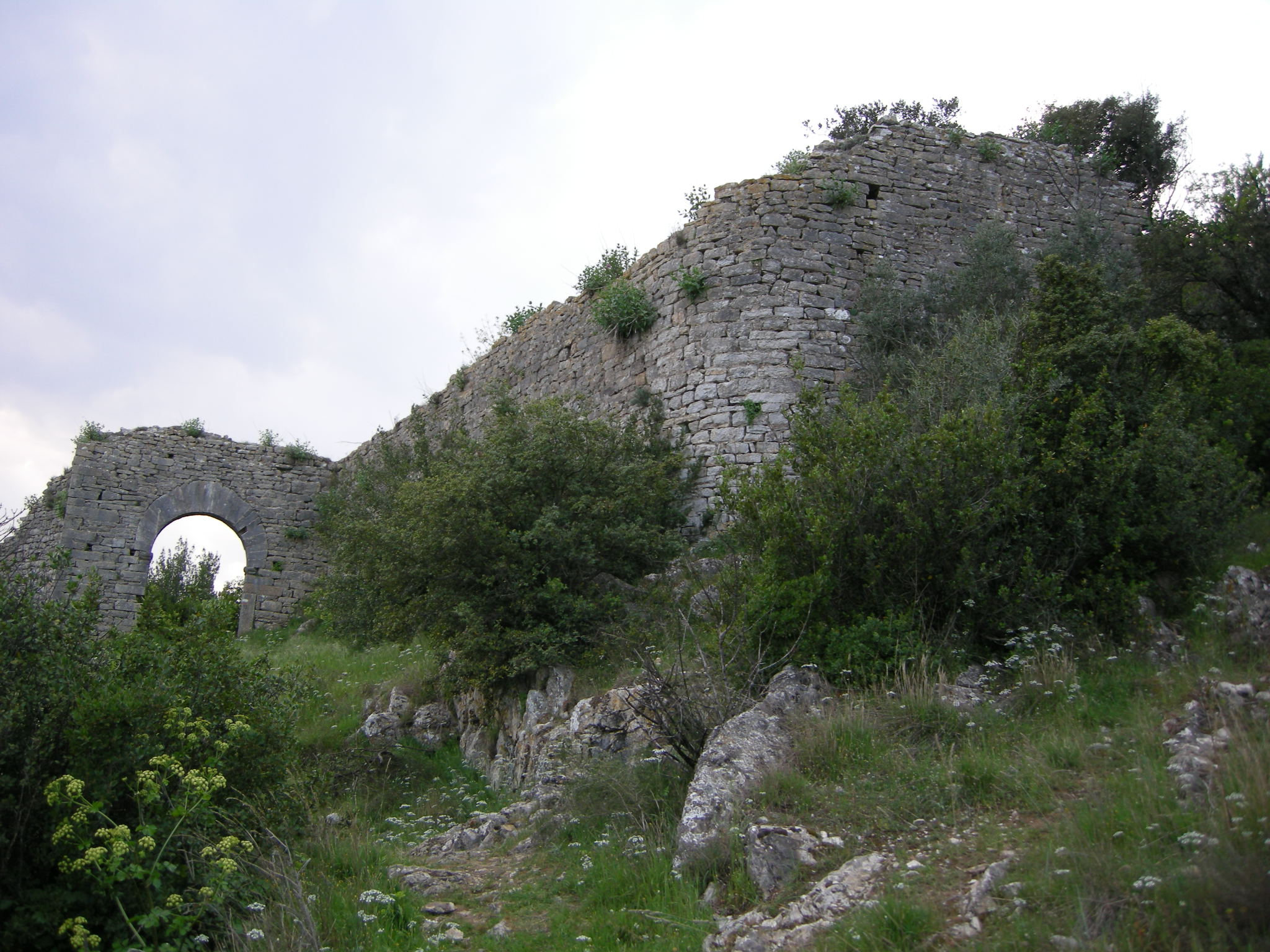
Reste der Burg von Monsummano Alto
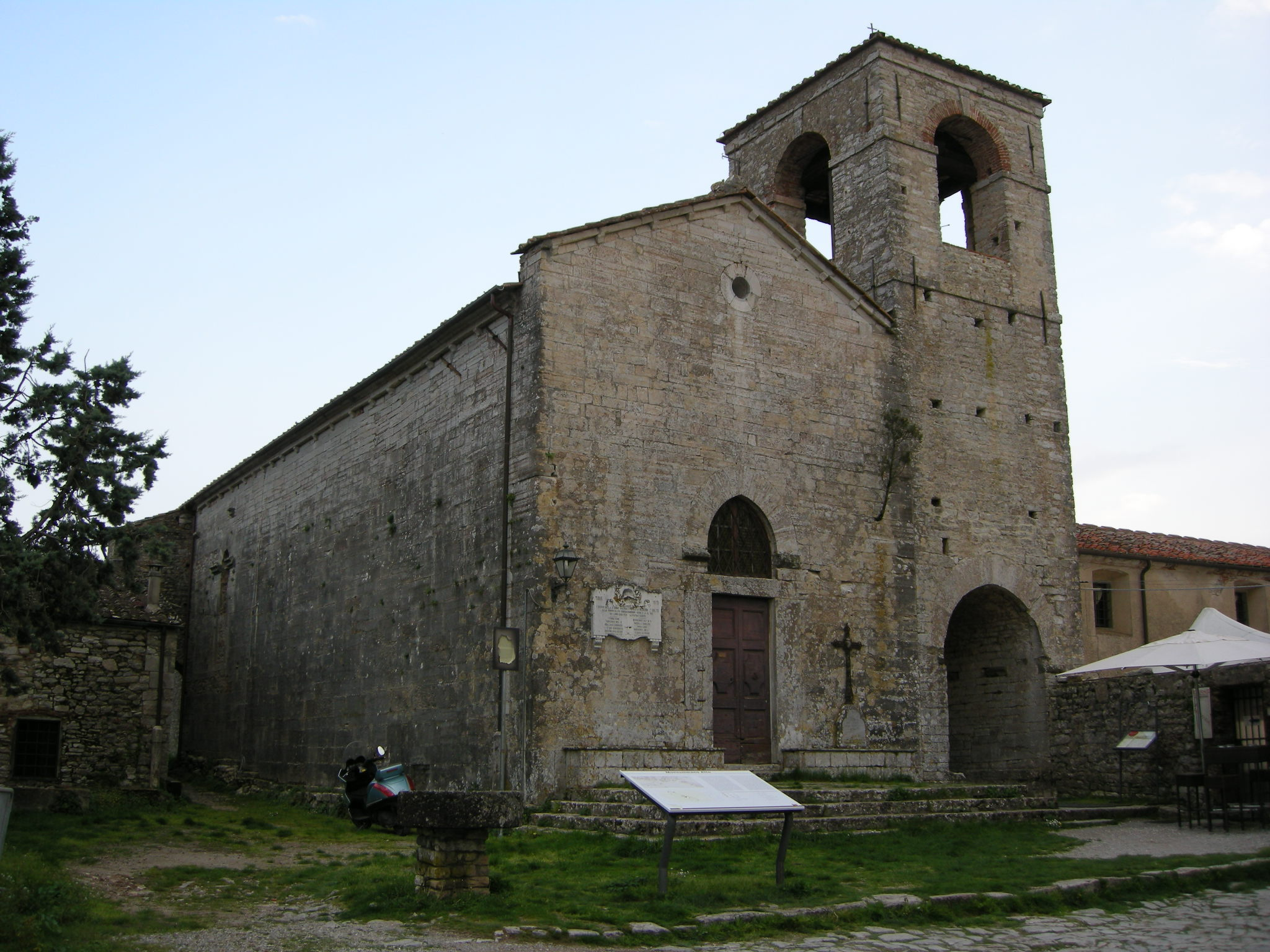
Chiesa di San Nicolao in Monsummano Alto
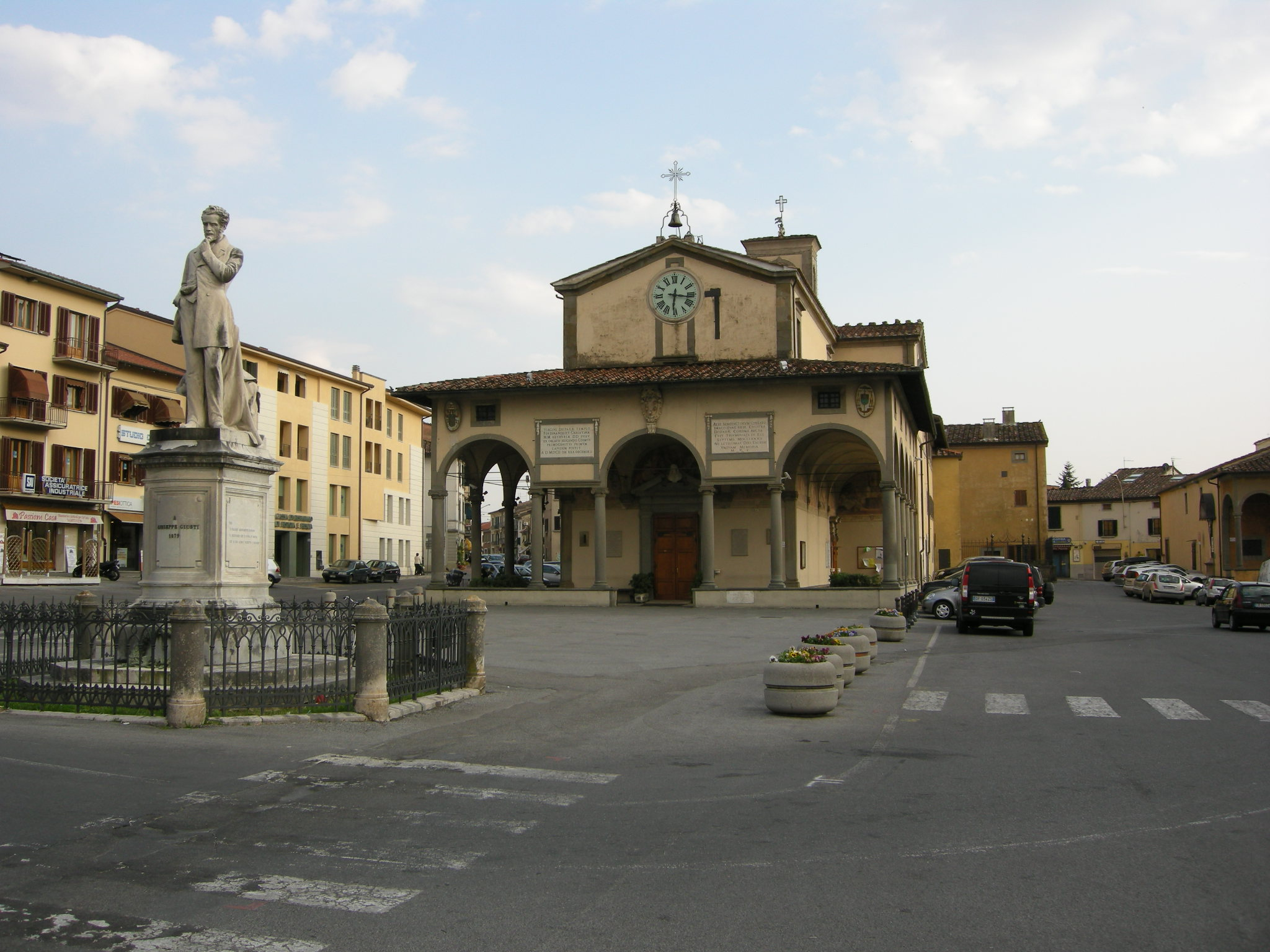
Santuario di Santa Maria della Fontenuova und Denkmal Giuseppe Giusti
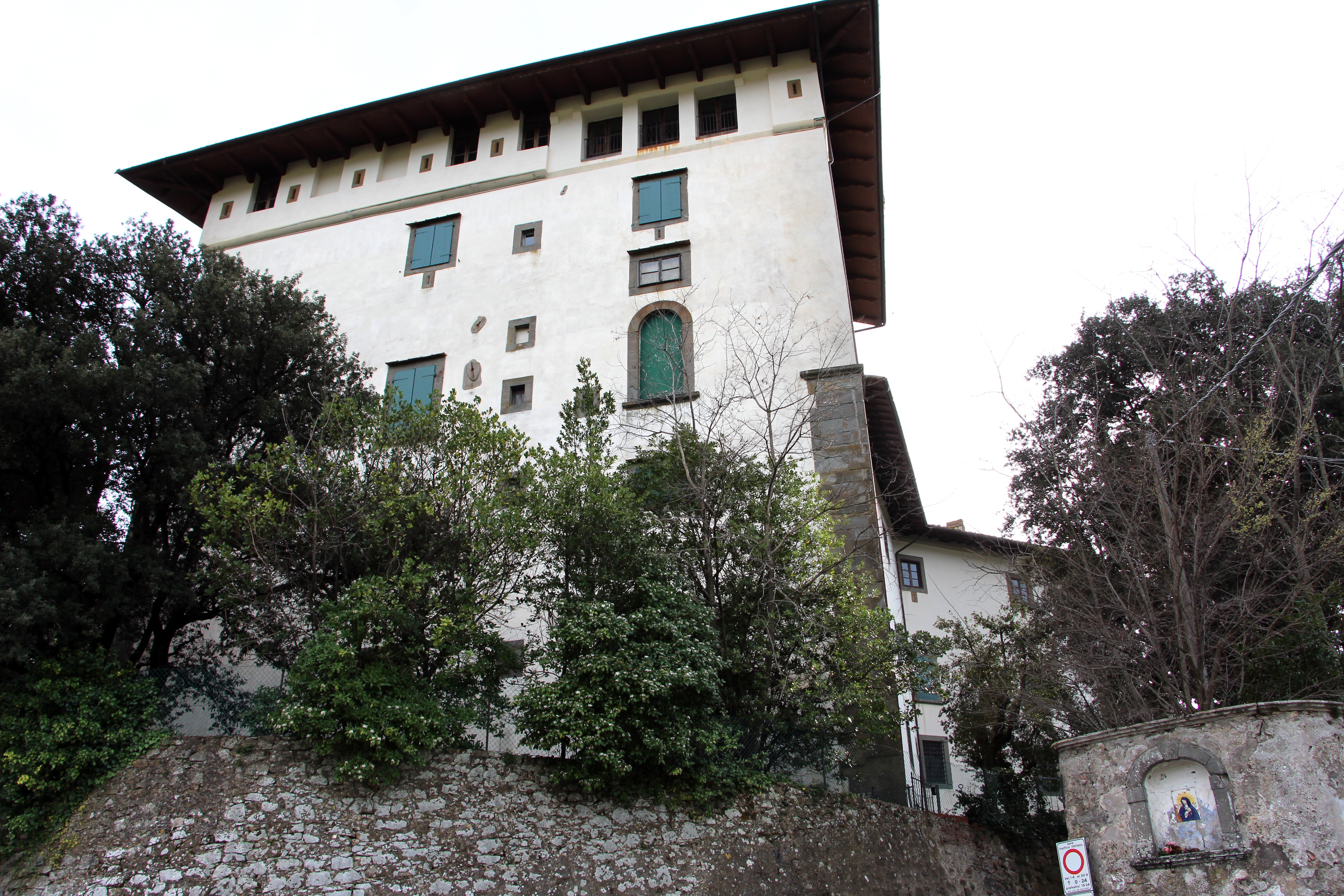
Villa medicea in Montevettolini
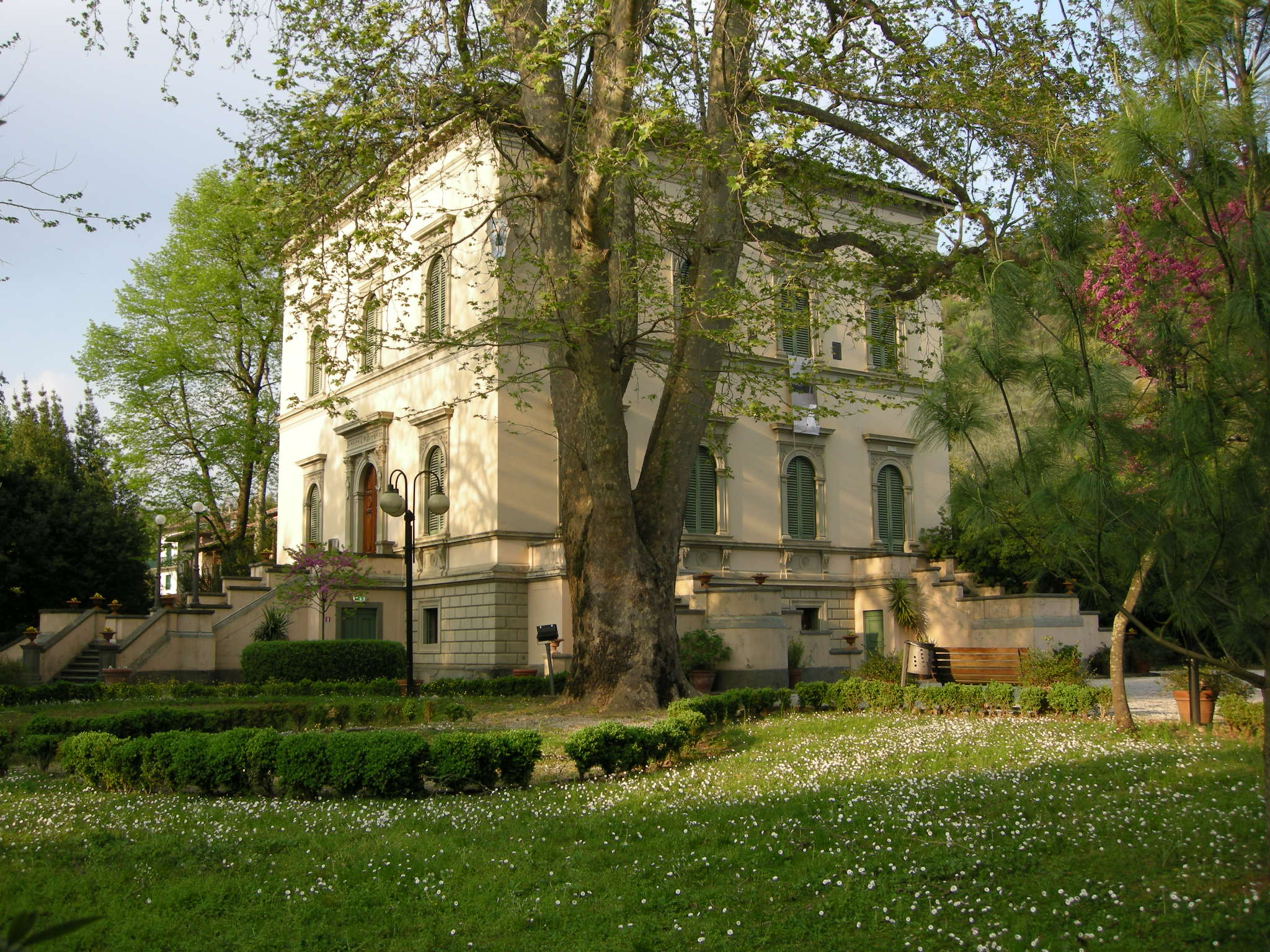
Villa Renatico Martini (Kunst-Museum)
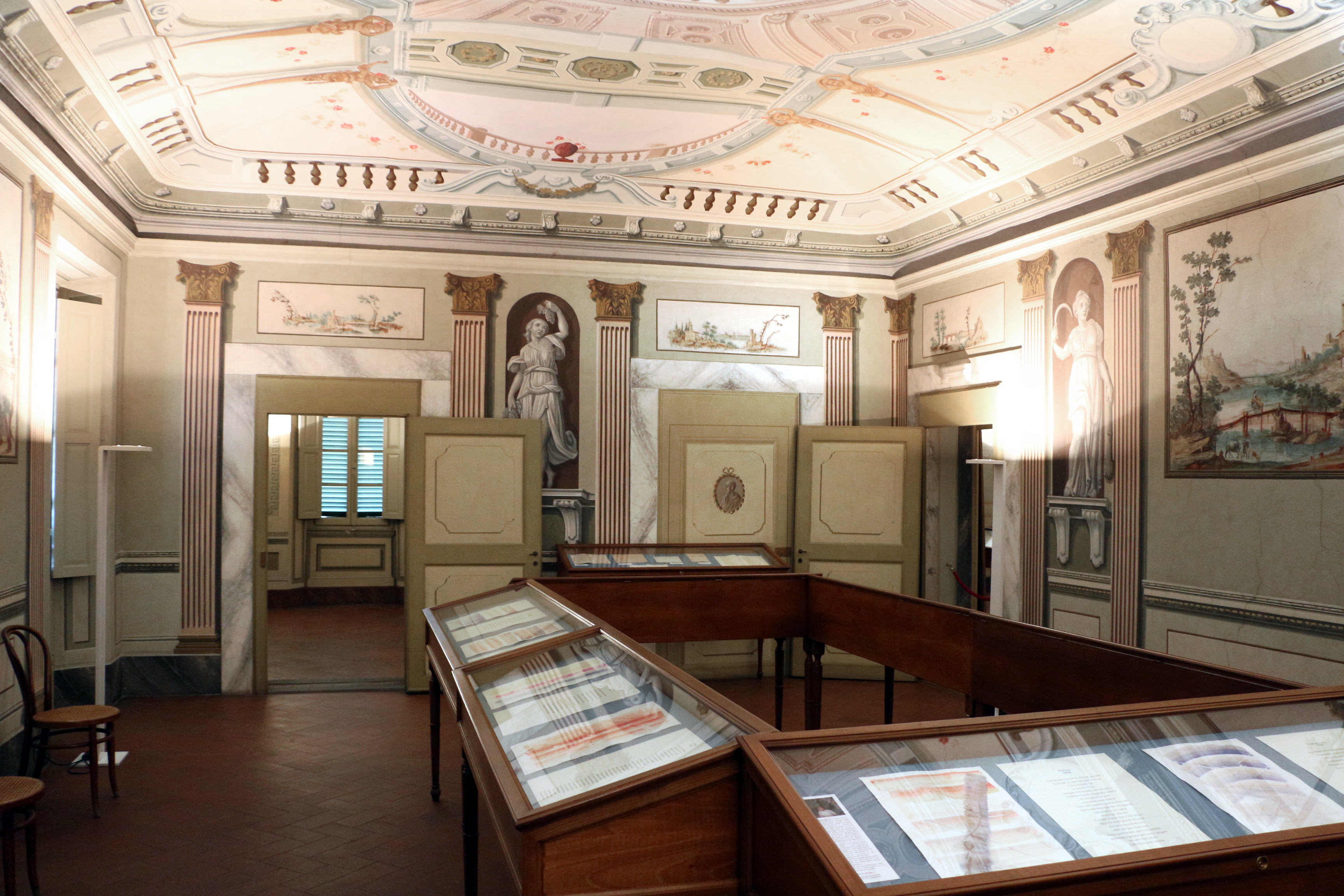
Museum in der Casa Giusti
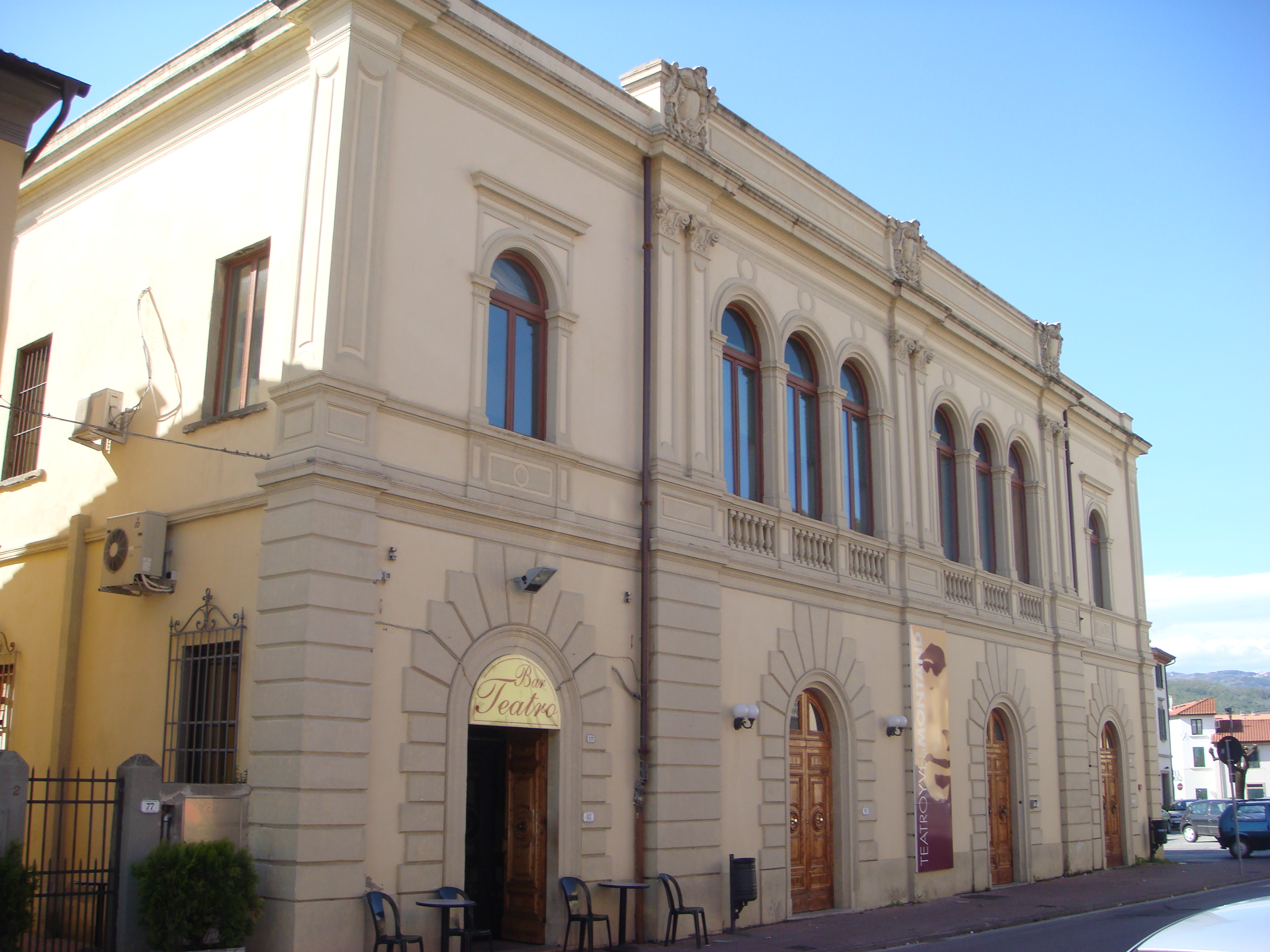
Das Theater „Yves Montand“
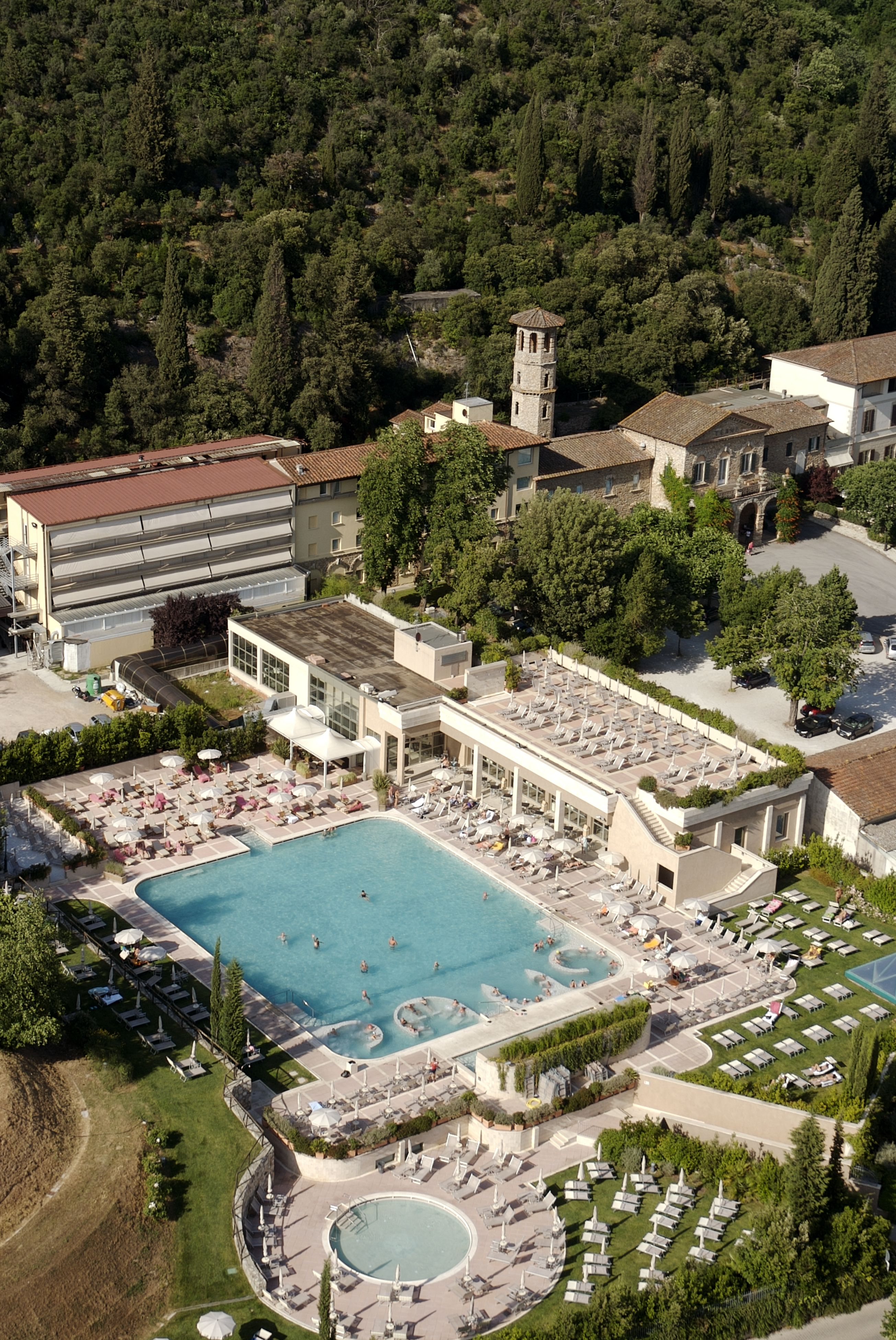
Thermalbad Grotta Giusti

## Städtepartnerschaften
Die Stadt unterhält eine Städtepartnerschaft mit der französischen Stadt Décines-Charpieu.

## Söhne und Töchter der Stadt
- Giuseppe Giusti (1809–1850), Dichter, Satiriker und Politiker
- Yves Montand, geboren als Ivo Livi  (1921–1991), französischer Chansonsänger und Filmschauspieler
- Luciano Tesi (* 1931), Astronom